# Peromyscus mekisturus
Peromyscus mekisturus é uma espécie de roedor da família Cricetidae.
Apenas pode ser encontrada no México.